# Königshof (Wuppertal)
Königshof, im 19. Jahrhundert noch Königsberg genannt, ist eine Ortslage in der bergischen Großstadt Wuppertal.

## Lage und Beschreibung
Die Ortslage liegt im Nordwesten der Stadt Elberfeld auf 212 m ü. NHN im Südwesten des Wuppertaler Wohnquartiers Siebeneick des Stadtbezirks Uellendahl-Katernberg nahe der Stadtgrenze zu Velbert. 
Benachbarte Wohnplätze und Ortschaften sind Auf der Schmitten, Asbruch, Herrnasbruch, Jägersasbruch, Jungmannshof und Wüstenhof. Die Velberter Wohnsiedlung Rosenhügel mit dem gleichnamigen Bahnhaltepunkt an der Bahnstrecke Wuppertal-Vohwinkel–Essen-Überruhr liegt im Nahbereich des Orts. Abgegangen sind Galgenbusch und Schanze.
In der Ortslage befindet sich eine Kleingartenanlage.

## Geschichte
Der Ort ist auf der Topographischen Aufnahme der Rheinlande von 1824 als Königsberg und auf der Preußischen Uraufnahme von 1843 als Königsbg. eingezeichnet. Königshof lag an der Altstraße von Elberfeld nach Neviges, deren Trasse heute von dem Schanzenweg genutzt wird.
Im 19. Jahrhundert gehörte Königsberg zu der Bauerschaft Kleine Höhe der Bürgermeisterei Hardenberg, die 1935 in Neviges umbenannt wurde. Damit gehörte es von 1816 bis 1861 zum Kreis Elberfeld und ab 1861 zum alten Kreis Mettmann. 
1888 lebten in Königshof neun Einwohner in zwei Wohnhäusern. Der Ort wird zu dieser Zeit als Königsberg bezeichnet.
Durch die Gebietsreform in Nordrhein-Westfalen kam Neviges mit Beginn des Jahres 1975 zur Stadt Velbert und die östlichen Außenortschaften von Neviges um Königshof wurden in Wuppertal eingemeindet.